# Ring of Honor
Ring of Honor (ROH) este o promoție americană de lupte profesionale cu sediul în Jacksonville, Florida. Promoția a fost fondată de Rob Feinstein pe 23 februarie 2002 și a fost operată de Cary Silkin din 2004 până în 2011, când promoția a fost vândută către Sinclair Broadcast Group.
De-a lungul anilor 2010, ROH a fost considerată a treia cea mai mare promotie de wrestling din Statele Unite, în spatele WWE și Total Nonstop Action Wrestling, operând inițial în mare parte pe un model de distribuție pe internet. Sub proprietatea Sinclair, ROH a început acorduri de împărțire a talentelor cu companii de lupte din afara SUA, și-a extins vizibilitatea televiziunii prin posturile de difuzare ale Sinclair și, în cele din urmă, și-a stabilit propriul serviciu de streaming în 2018, numit Honor Club. Dar 2019 a văzut crearea și creșterea ulterioară a All Elite Wrestling (AEW), care a fost înființată cu sprijin financiar mare, a asigurat o afacere majoră cu televiziunea din SUA și a avut capacitatea de a conduce arene majore, ceea ce a făcut ca popularitatea ROH să scadă. După ce a fost încheiat un acord în martie 2022, ROH a fost vândut oficial fondatorului, coproprietarului, președintelui și CEO-ului AEW Tony Khan două luni mai târziu.

## Istorie

### Formare si primul deceniu:2002–2011
În aprilie 2001, compania de distribuție video de wrestling RF Video avea nevoie de o nouă promotie pentru a-și conduce vânzările de videoclipuri atunci când best-sellerul său – Extreme Championship Wrestling (ECW) – a murit și WWE a achiziționat bunurile. RF Video a filmat și evenimentele organizate de alte promoții de lupte regionale, mai puțin populare; le-a vândut prin catalogul și site-ul său web. După câteva luni în care a încercat să se alăture Combat Zone Wrestling (CZW), proprietarul RF Video, Rob Feinstein, a decis să umple golul ECW prin începerea propriei sale promoții de wrestling profesional și distribuind producțiile sale create pentru DVD/VHS exclusiv prin RF Video. Primul eveniment, intitulat The Era of Honor Begins, a avut loc pe 23 februarie 2002, în Philadelphia, fosta zonă de domiciliu a ECW. A prezentat nouă meciuri, inclusiv un meci dintre Eddie Guerrero și Super Crazy pentru centura intercontinentala IWA Heavyweight și un meci cu triple threat între Christopher Daniels, Bryan Danielson și Low Ki (care aveau să devină cunoscuți ca „părinții fondatori ai ROH”). [E nevoie de citare] În primul său an de funcționare, Ring of Honor s-a limitat la organizarea de evenimente live într-un număr limitat de locuri și orașe - în primul rând în nord-estul Statelor Unite. Zece spectacole au avut loc în Philadelphia, două în Wakefield, Massachusetts; unul în metroul Pittsburgh, Pennsylvania; și unul în Queens, New York.[Citare necesară] În 2003, ROH sa extins în alte zone ale Statelor Unite, inclusiv Ohio, New Jersey, Connecticut și Maryland.[Citare necesară] În Florida, ROH a susținut Full Impact Pro, care avea să servească drept promoție soră până în 2009. De asemenea, a început să-și construiască identitatea internațională prin co-promovarea unui eveniment cu Frontier Wrestling Alliance la Londra, Anglia, pe 17 mai 2003.
În 2004, Feinstein a fost prins pe internet,  încercand să solicite sex pe internet de la o persoană pe care o credea a fi un băiat minor (dar de fapt era un adult, dându-se drept minor). După ce acest lucru a fost mediatizat de unele instituții de știri, Feinstein a demisionat din ROH în martie 2004. În urma scandalului, Total Nonstop Action Wrestling (TNA) și-a încheiat acordul de împărțire a talentelor cu Ring of Honor, retrăgându-și brusc toți luptătorii contractați din angajamentele lor anterioare de a se lupta în show-urile ROH — inclusiv extragerile majore ale lui A.J. Styles și Christopher Daniels, care fie dețineau fie erau pe cale să dețină centure din ROH. Doug Gentry a cumpărat în cele din urmă ROH, iar mai târziu i-a vândut-o lui Cary Silkin. ROH și-a început apoi propriile operațiuni de comandă prin corespondență și magazin online, care vindeau DVD-uri ale evenimentelor sale live, plus filmări de interviuri (numite The Straight Shootin' Series) cu luptători și manageri, DVD-uri ale lui SHIMMER (care ar servi ca o a doua promoție de la sora). 2005 până în 2010) și chiar unele merch-uri de la concurenți, cum ar fi Pro Wrestling Guerrilla. Sub Silkin, ROH s-a raspandit în întreaga lume.
Pe 23 ianuarie 2007, ROH a anunțat planuri pentru un turneu japonez, având ca rezultat un spectacol pe 16 iulie la Tokyo numit „Live In Tokyo”, promovat împreună cu Pro Wrestling Noah și un spectacol pe 17 iulie numit „Live In Osaka” în Osaka a fost promovată împreună cu Dragon Gate.
Pe 2 mai 2007, Ring of Honor a anunțat semnarea unui acord PPV și VOD cu G-Funk Sports & Entertainment pentru a aduce ROH în case cu In Demand Networks, TVN și Dish Network. Acordul prevedea șase evenimente PPV înregistrate la fiecare 60 de zile. Din cauza trecerii la pay-per-view, TNA Wrestling și-a retras imediat vedetele  (Austin Aries, Christopher Daniels și Homicide) de la emisiunile ROH. Primul pay-per-view, intitulat „Respect is Earned”, înregistrat pe 12 mai, a fost difuzat pentru prima dată pe 1 iulie pe Dish Network.
Ring of Honor a continuat să se extindă pe tot parcursul anului 2008, debutând în Orlando, Florida pe 28 martie pentru Dragon Gate Challenge II, în Manassas, Virginia pe 9 mai pentru Southern Navigation și în Toronto, Ontario pe 25 iulie pentru Northern Navigation. Pe 10 mai 2008, Ring of Honor a stabilit un record de prezență la spectacolul său de debut, A New Level, de la Hammerstein Ballroom din Manhattan Center din New York City. Avea planuri pentru spectacole în St. Louis, Missouri, Nashville, Tennessee și Montreal înainte de sfârșitul anului 2008. Pe 26 octombrie 2008, compania a anunțat plecarea directorului de rezervări Gabe Sapolsky și înlocuirea acestuia cu Adam Pearce.
Pe 26 ianuarie 2009, Ring of Honor a anunțat că a semnat un acord cu HDNet Fights pentru un program săptămânal de televiziune. Primele înregistrări pentru Ring of Honor Wrestling au avut loc pe 28 februarie și 1 martie 2009, la The Arena din Philadelphia, Pennsylvania, iar serialul a avut premiera pe HDNet pe 21 martie 2009. După aproape un an de producție de emisiuni de televiziune săptămânale, RoH a anunțat pe 20 ianuarie 2010, că va face un nou titlu, ROH World Television Championship, care urmează să fie decis într-un turneu de opt oameni care începe pe 5 februarie 2010 și se încheie pe 6 februarie 2010, în programul său Ring of Honor Wrestling. Din cauza unui viscol, însă, a doua jumătate a turneului nu a avut loc decât pe 5 martie 2010, când Eddie Edwards l-a învins pe Davey Richards în finală.
Pe 15 august 2010, Ring of Honor l-a concediat pe Adam Pearce și l-a înlocuit cu Hunter Johnston, care luptă pentru companie sub numele de ring Delirious. Pe 8 septembrie 2010, Ring of Honor și Ohio Valley Wrestling au anunțat o relație de lucru între cele două companii.
Pe 11 ianuarie 2011, Ring of Honor a anunțat încheierea emisiunii Ring of Honor Wrestling, după încheierea contractului de doi ani al promoției cu HDNet. Înregistrările finale ale emisiunii ar avea loc pe 21 și 22 ianuarie, iar episodul final va fi difuzat pe 4 aprilie 2011.

### Achizitia de Sinclair si expansiune:2011–2019
Pe 21 mai 2011, Ring of Honor și Sinclair Broadcast Group au anunțat că operatorul de difuzare a achiziționat ROH, fostul proprietar Cary Silkin rămânând în companie într-un rol executiv. Programarea promoției a început să fie difuzată în weekendul din 24 septembrie 2011, cu un Ring of Honor Wrestling relansat difuzat pe mai multe posturi deținute sau operate de Sinclair; emisiunea este difuzată în principal sâmbătă sau duminică după-amiaza sau serile târzii, sau la orele de maximă audiență la unele dintre afiliații Sinclair CW și MyNetworkTV (deoarece acele rețele nu difuzează programe în serile de weekend).
Pe 22 iunie, Ring of Honor a organizat primul lor eveniment live pay-per-view, Best in the World, de la Nashville State Fairgrounds din Nashville, Tennessee. În septembrie, Sinclair a început să sindicalizeze ROH către alte posturi; prima înțelegere a fost încheiată cu WATL, o stație din Atlanta deținută de Gannett, care a început să difuzeze ROH pe 13 septembrie 2014.
Pe 27 octombrie 2014, ROH a anunțat un acord de licențiere a jucăriilor cu Figures Toy Company, care ar urma să fie distribuite figurine de acțiune bazate pe luptătorii Ring of Honor, centuri si multe altele.
Pe 27 mai 2015, ROH a anunțat un contract de televiziune de 26 de săptămâni cu Destination America, începând cu 3 iunie.
Pe 13 decembrie 2015, ROH a anunțat un parteneriat cu promoția Southern California Pro Wrestling Guerrilla (PWG), care le-ar permite luptătorilor contractați ROH să continue să lucreze pentru PWG. Pe 30 august 2016, ROH a anunțat crearea unui nou titlu, ROH World Six-Man Tag Team Championship. Campionii inaugurali au fost încoronați în decembrie.
Pe 9 noiembrie 2017, ROH COO Joe Koff a anunțat că ROH va dezvolta un serviciu de streaming OTT, similar cu WWE Network și Impact Wrestling's Global Wrestling Network. Serviciul, Honor Club, va fi dezvăluit pe 2 februarie 2018 și va fi lansat pe 19 februarie. La Final Battle 2017, pe 15 decembrie 2017, ROH a anunțat crearea Centurii Women Of Honor, adăugându-și cea de-a cincea centura și prima pentru rosterul feminin.
Pe 1 septembrie 2018, luptătorii ROH Cody Rhodes și The Young Bucks (Matt și Nick Jackson) au promovat și au luptat la All In – un eveniment care a fost produs în colaborare cu ROH, cu luptători din numeroase promoții care au atras peste 11.000 de fani în  Chicago. . Acesta a fost primul eveniment de lupte pro din SUA care nu a fost promovat de WWE sau de disparutul World Championship Wrestling (WCW) care a atins pragul de 10.000 de participanți din anii 1990. Tot în 2018, ROH și partenerul de lungă durată New Japan Pro-Wrestling (NJPW) au anunțat un eveniment comun la Madison Square Garden din New York numit G1 Supercard, care a avut loc pe 6 aprilie 2019. Evenimentul s-a vândut rapid și a devenit cel mai mare și cel mai frecventat eveniment din istoria ROH.

### Plecari,efectele pandemiei si pauza:2019–2021
La începutul lui 2019, Rhodes, Bucks și alte câteva talente au părăsit compania pentru a-și începe propria promotie – All Elite Wrestling (AEW). Plecarea talentului de top al Ring of Honor pentru AEW a fost văzută de mulți jurnaliști și comentatori de lupte drept începutul unui declin pentru promotie în 2019. O mare parte a criticilor s-au concentrat pe domnia campionului mondial de atunci ROH, Matt Taven. ROH a avut mai puține achiziții PPV și o prezență redusă la emisiunile live în acel an. Potrivit lui Dave Meltzer, participarea medie la show-urile live a ROH în 2019 a fost de 1.082 – mai mică decât mediile sale din 2018 și 2017. În octombrie 2019, producătorul/agentul rutier ROH Joey Mercury a demisionat în semn de protest, criticând ROH pentru lipsa de direcție creativă, precum și pentru neavând protocol de contuzie pentru luptători. Mercury ar dezvălui că ROH i-a permis pe atunci campioană a Women of Honor Kelly Klein să lupte după ce a suferit o comoție în timpul unui eveniment din 26 octombrie 2019. Klein a căutat tratament medical după ce a suferit simptome post-sindromul comoției. Ea nu va fi rezervată pentru restul anului și contractul ei ar expira în decembrie.

În ianuarie 2020, Ring of Honor l-a resemnat pe Marty Scurll; se spunea că afacerea este cea mai profitabilă din istoria ROH. Pe lângă faptul că este un luptător, Scurll a fost numit și booker principal, lucrând cu vechiul booker Hunter „Delirious” Johnston. Acordul lui Scurll i-a permis să continue să facă apariții în New Japan Pro-Wrestling și National Wrestling Alliance, unde a început o ceartă de promotia si cu campionul mondial la categoria grea NWA Nick Aldis. Cu toate acestea, în timpul Mișcării Speaking Out, Scurll a fost acuzat că a profitat de o fată de 16 ani care era în stare de ebrietate. Scurll a făcut două declarații în care nu a negat acuzațiile, dar a susținut că întâlnirea a fost consensuală. Pe 25 iunie, promoția a anunțat că a lansat o investigație cu privire la acuzații, iar Scurll a fost înlăturat din funcția sa de booker. Până în ianuarie 2021, Ring of Honor a anunțat că Marty Scurll nu mai era sub contract după ce cele două părți au convenit de comun acord să se despartă.
Pe 31 ianuarie 2020, Ring of Honor a anunțat revenirea Centurii ROH Pure, cu un turneu pentru a încorona primul campion Pure din 2006. În luna următoare, promoția a anunțat un alt turneu pentru a încununa o noua Centura Mondiala ROH Feminin, în urma dezactivarii titlului ROH Woman Of Honor Chamoionship. Cu toate acestea, ca răspuns la pandemia COVID-19 din 2020, Ring of Honor ar amâna evenimentele live începând din martie.
Înregistrările de televiziune pentru Ring of Honor Wrestling vor fi reluate în august la Chesapeake Employers Insurance Arena (cunoscută anterior ca UMBC Event Center) de la baza promoției din Maryland, dar fără fani prezenți. Noi episoade aveau să înceapă sindicarea pe 12 septembrie, cu un format reînnoit, și începerea turneului de titlu Pure. Cu zece zile înainte, Ring of Honor a lansat un canal gratuit de televiziune cu reclame (FAST) pe serviciul de streaming Stirr, deținut de Sinclair, numit „ROH Best On The Planet”. Final Battle va fi singurul eveniment pay-per-view al promoției în 2020, în timp ce audiențele live ar reveni pe 11 iulie 2021, la Best in the World.
Pe 27 octombrie 2021, Ring of Honor a anunțat că va intra într-o pauză după Final Battle în decembrie, cu o întoarcere programată provizoriu pentru aprilie 2022. Toti angajatii vor fi, de asemenea, eliberati de contractele lor, ca parte a planurilor de „reimaginare” a companie ca un „produs axat pe fani”. Între timp, centurile masculine și feminine au fost apărate la evenimente organizate de diverse alte promoții, inclusiv Impact Wrestling și noua promotie Terminus a lui Jonathan Gresham.

### Revenirea sub sefia lui Tony Khan:2022–prezent
Pe 10 ianuarie 2022, ROH a anunțat că Supercard of Honor XV va avea loc la Curtis Culwell Center din Garland, Texas, pe 1 aprilie. Aceste meciuri vor fi văzute și la Ring of Honor Wrestling. În plus, s-a spus că Ring of Honor va funcționa „ca un indie”, folosind talent necontractate. 
În episodul din 2 martie săptămânal live din All Elite Wrestling Dynamite, președintele și cofondatorul Tony Khan a anunțat că a achiziționat Ring of Honor de la Sinclair Broadcast Group, inclusiv bunurile sale de marcă, proprietatea intelectuală și biblioteca video. Khan a mai anunțat că intenționează să pună biblioteca ROH la dispoziția publicului în întregime. S-a clarificat printr-un comunicat de presă emis în acea noapte că achiziția a fost făcută printr-o entitate separată de AEW și deținută în totalitate de Khan. Într-un scrum media care a urmat la PPV-ul Revolution  de la AEW din 6 martie, Khan a dezvăluit că în cele din urmă plănuia să conducă ROH separat de AEW și, de asemenea, a indicat că ROH ar putea fi folosit ca marcă de dezvoltare a wrestlerilor pentru AEW.
Pe 1 aprilie la Supercard of Honor XV, primul eveniment ROH după pauză, Jonathan Gresham l-a învins pe Bandido în evenimentul principal pentru unificarea Centurii Mondiale ROH, iar numeroase alte titluri ROH și-au schimbat mâinile. Evenimentul a văzut, de asemenea, revenirea fostului campion ROH și recent inclus în ROH Hall of Fame, Samoa Joe.
Pe 4 mai, vânzarea ROH către Tony Khan a fost finalizată oficial. Meciurile ROH au început să apară în programele AEW, iar Death Before Dishonor a fost primul PPV ROH  sub noua proprietate. Pe 10 decembrie, după Final Battle, Khan a anunțat că programul televizat săptămânal al ROH va fi difuzat pe platforma relansată de streaming Honor Club, începând cu 2023.
Pe 18 ianuarie 2023, a fost înregistrat un episod special pentru Honor Club, care a servit ca o emisiune tribut pentru pilonul principal al ROH, Jay Briscoe, care fusese ucis într-un accident de mașină cu o zi înainte.
Pe 25 și 26 februarie, noi episoade din programul relansat Ring of Honor Wrestling au fost înregistrate la Soundstage 21 din Universal Studios din Orlando, Florida. Pe 2 martie, serialul săptămânal a început să fie difuzat exclusiv prin Honor Club.
Pe 16 decembrie 2023, în timpul înregistrărilor Ring of Honor, Tony Khan a debutat la centura Mondial de Televiziune al Femeilor ROH.

## Trasaturi ale Ring Of Honor

### Codul de onoare
ROH își distinge imaginea de alte promoții de lupte prin „Codul de onoare”, un set de reguli care dictează modul în care luptătorii ar trebui să se comporte în timpul meciurilor. Codul de onoare a urmărit să infuzeze meciurile Ring of Honor cu o senzație similară luptei profesionale japoneze.
Când a fost înființată compania, Codul de Onoare includea cinci „Legi” menționate la un moment dat în timpul fiecărei producții ROH. ROH a considerat că este o cerință morală să respecte aceste reguli, care de obicei apăreau în următoarea ordine:
1.Trebuie să dai mâna înainte și după fiecare meci.
2.Fără interventii din exterior.
3. Fără atacuri furtive.
4. Atacul oficialilor este interzis.
5. Orice acțiune care are ca rezultat o descalificare încalcă Codul de Onoare
Acest cod inițial de onoare (COH) (în special primele trei reguli) i-a ajutat pe tocuri să treacă mai repede decât în alte promoții. Prima regulă s-a aplicat în special lui Christopher Daniels, pe care promovarea l-a împins ca primul său heel major. Daniels și facțiunea sa, The Prophecy, au respins Codul de Onoare și au refuzat să strângă mâna cuiva. Regulile a patra și a cincea au subliniat finisajele meciurilor ROH – marea majoritate dintre acestea s-au încheiat decisiv (cu pinfalls curate, submissions sau knockouts) – spre deosebire de ceea ce au făcut majoritatea promoțiilor rivale la acea vreme. În rarele ocazii în care un meci s-a terminat cu interferențe exterioare, cu o „ref bump” sau cu un alt scenariu tradițional de călcâi, publicul live a reacționat mult mai negativ decât audiența live a promoțiilor rivale. În primele zile ale ROH, comentatorii în direct au sugerat chiar (în cadrul Kayfabe) că descalificarea într-un meci poate duce la faptul că acel luptător nu mai apare niciodată în ROH.
La începutul anului 2004, rezervatorul ROH la acea vreme, Gabe Sapolsky, a început să simtă că Codul de Onoare și-a urmat cursul. Drept urmare, luptătorii nu mai trebuiau să-l urmeze.
Codul de Onoare a reapărut în cele din urmă – reînnoit – ca următoarele trei reguli:
1.Dați mâna înainte și după meci dacă vă respectați adversarul.
2.Păstrați lupta în ring.
3.Respectați oficiali. 

### Future of Honor
Future of Honor (FOH) este o serie de evenimente care prezintă tinerii wrestleri ai promoției din ROH Dojo. Termenul „Viitorul de onoare” este folosit suplimentar de promoție pentru a se referi la tinerii lor luptători și absolvenți ai sistemului dojo (indiferent de sex).

### Women of Honor
Divizia ROH Women of Honor (WOH) a început în 2002, luptătoarele feminine apărând sporadic la evenimentele ROH până când divizia a fost reformată într-o caracteristică permanentă a promovării în 2015. Termenul „Femei de onoare” este folosit suplimentar de promovarea la se referă la luptătoarele lor de sex feminin și la alte talente feminine. Actualul campionat de top din divizia Femei de Onoare este centura Mondiala al Femeii ROH, iar celălalt titlu al lor feminin este centura Mondiala a Femeii de Televiziune ROH. Centurile anterioare pentru femei utilizate de ROH includ centura Mondiala Femei de Onoare, centura Shimmer și centura pe echipe Shimmer.

### ROH Dojo
ROH conduce și o școală de lupte profesionale. Inițial numită „ROH Wrestling Academy” și cu sediul în Bristol, Pennsylvania, ROH a anunțat în iulie 2016 că luna următoare redeschide școala ca „ROH Dojo” în Baltimore, Maryland. Delirious funcționează ca antrenor principal al școlii, cu Cheeseburger și Will Ferrara ca asistenți. Antrenorii principali ai academiei includ foștii campioni mondiali ROH CM Punk, Austin Aries și Bryan Danielson. Din 2005 până în 2008, ROH a folosit un trofeu „Top of the Class” pentru a promova studenții; în timp ce luptătorii câștigă și pierd trofeul în meciuri, antrenorul principal al școlii alege câștigătorii.

### ROH Hall of Fame
Pe 26 ianuarie 2022, ROH Hall of Fame a fost introdusă, incluzând primii patru membri ai Hall of Fame ai companiei plus o echipa.

## Relatii internationale
De-a lungul istoriei sale, Ring of Honor a avut acorduri de lucru cu diferite promoții de lupte interne și internaționale în momente diferite. Spectacolele ROH au avut campionate din exterior apărate pe ele și, în unele ocazii, luptătorii au susținut atât campionate ROH, cât și în afara lor simultan.
În februarie 2014, ROH și NJPW au anunțat o relație de lucru care va avea loc schimburi de talente și evenimente duale între cele două promoții. Primele emisiuni co-promovate Global Wars și War of the Worlds, au avut loc în mai 2014, la Toronto și, respectiv, New York City, cele două companii co-promovând din nou aceste evenimente în mai 2015 – cu War of the Worlds '15 care are loc la Arena 2300 din Philadelphia pe 12 și 13 mai și evenimentul Global Wars '15 din Toronto pe 15 și 16 mai. Ca parte a relației cu NJPW, ROH a anunțat că va promova două spectacole, intitulate Honor Rising: Japan 2016, la Tokyo în februarie 2016.
Pe 10 august 2016, promoția mexicană Consejo Mundial de Lucha Libre (CMLL) a anunțat oficial o relație de lucru cu ROH. Cele două promoții au fost legate prin parteneriate separate cu NJPW. Alianța lor s-a încheiat pe 27 aprilie 2021.
În februarie 2017, ROH a început un parteneriat cu promovarea femeilor japoneze World Wonder Ring Stardom.
În august 2017, ROH a colaborat cu promoția din Regatul Unit Revolution Pro Wrestling (RPW), producând evenimente comune precum War of the Worlds UK.
În 2018, ROH a încheiat un parteneriat cu promoția independentă Pro Wrestling Guerrilla (PWG).
În 2019, promovarea independentă MCW Pro Wrestling din Maryland a devenit afiliată a ROH, servind ca un teren de antrenament suplimentar pentru recruții ROH.